# オジー・マルティネス
オズバルド・マルティネス（Osvaldo "Ozzie" Martínez, 1988年5月7日 - ）は、プエルトリコのカロリーナ出身のプロ野球選手（遊撃手）。右投右打。

## 経歴

### プロ入りとマーリンズ時代
2006年のMLBドラフト11巡目（全体335位）でフロリダ・マーリンズ（現：マイアミ・マーリンズ）から指名され、プロ入り。この年は傘下のルーキー級ガルフ・コーストリーグ・マーリンズで49試合に出場した。
2007年は開幕をA-級ジェームズタウン・ジャマーズで迎えた。ここでは、38試合に出場した。その後、A+級ジュピター・ハンマーヘッズに昇格し、1試合に出場した。
2008年は開幕をA級グリーンズボロ・グラスホッパーズで迎えた。この年は、85試合に出場した。
2009年は開幕をA+級ジュピターで迎えた。この年は、自身最多の130試合に出場した。
2010年は開幕をAA級ジャクソンビル・サンズで迎えた。ここでは、130試合に出場し、9月19日にメジャーに初昇格した。同日のシカゴ・カブス戦で、代打でメジャーデビューを果たした。翌20日のセントルイス・カージナルス戦に2番・遊撃手で先発出場し、クリス・カーペンターからメジャー初安打を記録した。この年は、メジャーで14試合に出場した。
2011年は開幕をAAA級ニューオーリンズ・ゼファーズで迎えた。ここでは、88試合に出場した。メジャーでは、20試合に出場した。

### ホワイトソックス傘下時代
2011年9月29日にオジー・ギーエン（監督）とのトレードで、ヤン・マリーネスと共にシカゴ・ホワイトソックスへ移籍した。
2012年は傘下のAAA級シャーロット・ナイツで開幕を迎えた。ここでは、60試合に出場した。

### ドジャース傘下時代
2012年7月10日に金銭トレードで、ロサンゼルス・ドジャースへ移籍した。移籍後は、傘下のAAA級アルバカーキ・アイソトープスへ異動となった。ここでは、39試合に出場した。オフにFAとなったが、11月23日にマイナー契約で残留した。
2013年は開幕をAA級チャタヌーガ・ルックアウツで迎えた。ここでは、76試合に出場した。その後、AAA級アルバカーキに昇格した。ここでは、13試合に出場した。
2014年は開幕を前年同様にAA級チャタヌーガで迎えた。ここでは、33試合に出場した。

### ブレーブス傘下時代
2014年5月18日にトレードで、アトランタ・ブレーブスへ移籍した。移籍後は、傘下のAAA級グウィネット・ブレーブスへ異動となった。ここでは、33試合に出場した。オフに退団した。

### オリオールズ傘下時代
2014年11月18日にボルチモア・オリオールズとマイナー契約を結んだ。
2015年は傘下のAA級ボウイ・ベイソックスでプレーし、122試合に出場して打率.252・2本塁打・30打点・9盗塁の成績を残した。
2016年はAAA級ノーフォーク・タイズでプレーし、94試合に出場して打率.236・4本塁打・34打点・7盗塁の成績を残した。オフの11月7日にFAとなった。

### カブス傘下時代
2017年4月4日、シカゴ・カブスとマイナー契約を結んだ。11月6日にFAとなった。

### 独立リーグ時代
2018年は、独立リーグ・アトランティックリーグのロード・ウォリアーズと契約を結んだ。
2019年は、アトランティックリーグのニューブリテン・ビーズと契約を結んだ。
2021年2月24日、独立リーグ・アメリカン・アソシエーションのクリーバーン・レイルローダーズと契約を結んだ。

## 詳細情報

### 年度別打撃成績
| 年 度    | 球 団    | 試 合 | 打 席 | 打 数 | 得 点 | 安 打 | 二 塁 打 | 三 塁 打 | 本 塁 打 | 塁 打 | 打 点 | 盗 塁 | 盗 塁 死 | 犠 打 | 犠 飛 | 四 球 | 敬 遠 | 死 球 | 三 振 | 併 殺 打 | 打 率 | 出 塁 率 | 長 打 率 | O P S |
| -------- | -------- | ----- | ----- | ----- | ----- | ----- | -------- | -------- | -------- | ----- | ----- | ----- | -------- | ----- | ----- | ----- | ----- | ----- | ----- | -------- | ----- | -------- | -------- | ----- |
| 2010     | FLA      | 14    | 48    | 43    | 8     | 14    | 4        | 1        | 0        | 20    | 2     | 1     | 0        | 1     | 0     | 4     | 0     | 0     | 6     | 0        | .326  | .383     | .465     | .848  |
| 2011     | FLA      | 20    | 23    | 23    | 0     | 3     | 0        | 0        | 0        | 3     | 1     | 0     | 0        | 0     | 0     | 0     | 0     | 0     | 9     | 1        | .130  | .130     | .130     | .261  |
| MLB：2年 | MLB：2年 | 34    | 71    | 66    | 8     | 17    | 4        | 1        | 0        | 23    | 3     | 1     | 0        | 1     | 0     | 4     | 0     | 0     | 15    | 1        | .258  | .300     | .348     | .648  |

- 2018年度シーズン終了時

### 年度別守備成績
| 年 度 | 球 団 | 三塁（3B） | 三塁（3B） | 三塁（3B） | 三塁（3B） | 三塁（3B） | 三塁（3B） | 遊撃（SS） | 遊撃（SS） | 遊撃（SS） | 遊撃（SS） | 遊撃（SS） | 遊撃（SS） |
| 年 度 | 球 団 | 試 合      | 刺 殺      | 補 殺      | 失 策      | 併 殺      | 守 備 率   | 試 合      | 刺 殺      | 補 殺      | 失 策      | 併 殺      | 守 備 率   |
| ----- | ----- | ---------- | ---------- | ---------- | ---------- | ---------- | ---------- | ---------- | ---------- | ---------- | ---------- | ---------- | ---------- |
| 2010  | FLA   | -          | -          | -          | -          | -          | -          | 11         | 10         | 22         | 0          | 3          | 1.000      |
| 2011  | FLA   | 1          | 0          | 0          | 0          | 0          | .---       | 6          | 0          | 3          | 1          | 0          | .750       |
| 通算  | 通算  | 1          | 0          | 0          | 0          | 0          | .---       | 6          | 0          | 3          | 1          | 0          | .750       |

- 2018年度シーズン終了時

### 背番号
- 56（2010年 - 2011年）